# Abdeljelil Zaouche (médecin)
Pour les articles homonymes, voir Famille Zaouche.
Ne doit pas être confondu avec l'homme politique et homme d'affaires Abdeljelil Zaouche.
Abdeljelil Zaouche, né le 14 novembre 1949 à Tunis et meurt le 13 décembre 2015 à Villejuif, est un chirurgien, universitaire, médecin humanitaire et syndicaliste tunisien.

## Famille et formation
Né dans une famille de la haute bourgeoisie tunisoise, il est le fils d'Ahmed Zaouche, le petit-fils du ministre et réformateur Abdeljelil Zaouche et l'arrière-petit-fils du général Tahar Zaouche ; sa mère est la petite-fille du général Mohamed Baccouche.
Zaouche suit ses études au Collège Sadiki puis à la faculté de médecine de Tunis. À cette période, il est élu secrétaire général de la jeunesse scolaire du Collège Sadiki, membre du comité de coordination étudiant de la région de Tunis, délégué des étudiants et membre du bureau fédéral de la faculté de médecine. Élève notamment des professeurs Zouheir Essafi et Jean Loygue, il soutient une thèse en 1981 sur les Aspects étiopathologiques, anatomo-cliniques et thérapeutiques des pancréatites aiguës (à propos de 111 cas). Ancien résident étranger des hôpitaux de Paris, il est reçu premier aux concours nationaux d'assistanat et d'agrégation et second au concours du résidanat.

## Carrière
Professeur en chirurgie à partir de 1994, Abdeljelil Zaouche est secrétaire général du Syndicat national des médecins, pharmaciens et médecins dentistes hospitalo-universitaires de novembre 1989 à janvier 1996, durant deux mandats.
Membre élu des conseils scientifiques successifs de la faculté de médecine de Tunis (représentant des étudiants, internes, résidents, assistants, agrégés et professeurs) de 1972 à 2001, chef du département de chirurgie de 1996 à 1999, président du Collège national de chirurgie de 1997 à 2005 (deux mandats), membre des conseils de santé de l'hôpital Charles-Nicolle de 1978 à 1992, membre du conseil d'administration de plusieurs hôpitaux (Charles-Nicolle et La Marsa), Zaouche est également doyen de la faculté de médecine de Tunis durant deux mandats, de 2005 à 2011. De juin 1995 à juillet 2013, il est par ailleurs chef du service de chirurgie A de l'hôpital Charles-Nicolle. Il enseigne aussi pendant plus de trente ans à la faculté de médecine de Tunis et dans les écoles de santé. En 2014, il est nommé professeur émérite et doyen honoraire de cette faculté.
Le professeur Abdeljelil Zaouche a publié plus de 150 articles dans des revues indexées, tunisiennes et internationales, et plus de 45 chapitres dans différentes monographies d'études multicentriques. En 2008, il est élevé au grade de membre d'honneur de l'Association française de chirurgie pour sa contribution de première valeur à l'avancement de la chirurgie. Il est par ailleurs membre de plusieurs sociétés savantes tunisiennes et étrangères.
Zaouche a participé à plusieurs missions humanitaires, comme chirurgien humanitaire au Liban en 1979 et dans les camps de Sabra et Chatila sous l'autorité du Croissant-Rouge palestinien. Il a également travaillé à Gaza sous l'autorité de Fathi Arafat, participé à la mission tunisienne envoyée à El Asnem (Algérie) lors du tremblement de terre de 1980 et présidé la mission humanitaire tunisienne envoyée en Irak lors de la guerre du Golfe en 1991. Il se porte également médecin volontaire pendant les événements de Gafsa en 1980.
Il meurt le 13 décembre 2015 à Villejuif. En janvier 2016, l'atrium central et l'aile comportant les six amphithéâtre de la faculté de médecine de Tunis sont baptisés « Pavilon Abdeljelil Zaouche » et une plaque est posée en commémoration du quarantième jour de son décès. Un recueil biographique est édité par la faculté à cette occasion.